# Bosconian
Bosconian (ボスコニアン?, Bosukonian) è uno sparatutto a scorrimento multidirezionale spaziale, prodotto da Namco nel 1981, in Occidente pubblicato in licenza da Midway Games e poi uscito anche per numerosi computer. È uno dei primi videogiochi arcade a offrire la possibilità di continuare la partita in corso, preceduto di poco da Fantasy.
Il nome si suppone un riferimento non ufficiale a Boskone, una fazione ostile della saga fantascientifica Lensman, che era molto in voga in Giappone.

## Modalità di gioco
L'obiettivo di Bosconian è di ottenere più punti possibili distruggendo missili e basi nemiche. Il giocatore controlla lo Starfighter, una nave che può muoversi in otto direzioni e sparare sia in avanti che all'indietro simultaneamente. La visuale è dall'alto, con scorrimento in tutte le direzioni. Durante il gioco lo Starfighter rimane fissato al centro dello schermo mentre si muove.
Durante ogni livello compaiono diverse basi nemiche verdi, che devono essere tutte distrutte per avanzare a quello successivo. Il numero di basi aumenta a ogni livello. Ogni base ha sei cannoni a forma di globo disposti in un esagono attorno a un nucleo centrale. Per distruggere una base, il giocatore deve sparare al nucleo o distruggere tutti e sei i cannoni, quest'ultimo dà punti extra. Nei livelli successivi, i nuclei iniziano a difendersi aprendosi e chiudendosi mentre lanciano missili. Una minimappa sul lato destro dello schermo mostra dove si trovano i nemici rispetto al giocatore. Il gioco presenta anche un sistema di allerta codificato a colori con sintesi vocale (arcade).
Inoltre, il giocatore deve evitare o distruggere asteroidi stazionari, mine e una varietà di missili e navi nemiche che tentano di entrare in collisione con il suo Starfighter. Le basi nemiche lanceranno occasionalmente anche uno squadrone di navi in attacchi in formazione: distruggere il leader fa sì che tutti i nemici rimanenti si disperdano, ma distruggere tutti i nemici in una formazione fa guadagnare punti bonus extra. Occasionalmente apparirà anche una nave spia, che deve essere distrutta o il sistema di allerta del gioco diventerà rosso indipendentemente da quanto tempo il giocatore ha impiegato. Infine, una voce digitalizzata avvisa il giocatore di vari eventi, come nemici in arrivo o una nave spia in avvicinamento.

## Versioni
Bosconian è stato convertito ufficialmente per parecchi home computer giapponesi, dapprima dalla Namco per Sord M5 e MSX, poi dalla Dempa Shimbunsha per Sharp X1, Sharp X68000 e NEC PC-6001.
Nel 1987 la Mastertronic lo pubblicò con il titolo Bosconian '87, scritto anche Bosconian Eighty Seven, per gli home computer occidentali Amstrad CPC, Commodore 64 e ZX Spectrum. Queste versioni, a basso costo, si differenziano maggiormente dalle altre per varie caratteristiche, tra cui l'arma base che spara solo in avanti a meno che si ottenga un potenziamento, la presenza di carburante limitato e di bombe da raccogliere, il pannello informativo in posizione diversa (in alto su C64, a sinistra/sotto sugli altri).
In tempi più recenti Bosconian è stato incluso da Namco nella raccolta Namco Museum per PlayStation e altre console ed emulato su Virtual Console per Wii.